# Discografia di Donna Summer
La discografia di Donna Summer (1948-2012) è composta da 17 album in studio pubblicati tra il 1974 ed il 2008. La Summer ha venduto oltre 150 milioni di dischi. Il suo album di maggior successo risulta essere Bad Girls che ha venduto oltre 11 milioni di copie nel mondo, mentre il famosissimo brano Hot Stuff, singolo estratto dall'album, ha venduto circa 5 milioni di copie.

## Album

### Album in studio
| 1974                                                              | Lady of the Night - Pubblicato: febbraio 1974 - Etichetta: Groovy - Formati: LP                         | —   | —  | —  | —  | —  | 27 | —  | —  | —  | —   | - Mondo: 2.000.000                             |
| 1975                                                              | Love to Love You Baby - Pubblicato: 27 agosto 1975 - Etichetta: Casablanca Records - Formati: LP        | 11  | —  | 10 | 23 | 6  | —  | 9  | —  | 7  | 16  | USA: Oro UK: Oro - Mondo: 8.000.000            |
| 1976                                                              | A Love Trilogy - Pubblicato: 18 marzo 1976 - Etichetta: Casablanca Records - Formati: LP                | 21  | 16 | 8  | 24 | 4  | —  | 14 | —  | 18 | 41  | USA: Oro UK: Oro - Mondo: 6.000.000            |
| 1976                                                              | Four Seasons of Love - Pubblicato: 11 ottobre 1976 - Etichetta: Casablanca Records - Formati: LP        | —   | —  | —  | 31 | 1  | —  | —  | —  | 40 | —   | USA: Oro UK: Argento - Mondo: 2.000.000        |
| 1977                                                              | I Remember Yesterday - Pubblicato: 1º giugno 1977 - Etichetta: Casablanca Records - Formati: LP         | —   | —  | 3  | 7  | 1  | 6  | 5  | 12 | 13 | 3   | USA: Oro UK: Oro - Mondo: 4.000.000            |
| 1977                                                              | Once Upon a Time - Pubblicato: 31 ottobre 1977 - Etichetta: Casablanca Records - Formati: LP            | —   | —  | —  | —  | 1  | —  | 9  | —  | —  | 24  | USA: Oro UK: Argento - Mondo: 4.000.000        |
| 1979                                                              | Bad Girls - Pubblicato: 25 aprile 1979 - Etichetta: Casablanca Records - Formati: LP                    | 1   | 1  | 8  | 7  | 3  | 24 | 3  | 3  | 3  | 23  | USA: 2xPlatino UK: Argento - Mondo: 11.000.000 |
| 1980                                                              | The Wanderer - Pubblicato: 20 ottobre 1980 - Etichetta: Geffen Records - Formati: LP                    | —   | —  | —  | 54 | 4  | —  | 18 | 16 | 15 | 55  | USA: Oro - Mondo: 5.000.000                    |
| 1981/1996                                                         | I'm a Rainbow - Pubblicato: 20 agosto 1996 - Etichetta: Geffen Records/Mercury Records - Formati: CD    | —   | —  | —  | —  | —  | —  | —  | —  | —  | —   | - Mondo: 2.000.000                             |
| 1982                                                              | Donna Summer - Pubblicato: 19 luglio 1982 - Etichetta: Geffen Records - Formati: LP                     | —   | —  | 19 | 37 | 17 | 4  | 3  | —  | 2  | 13  | USA: Oro - Mondo: 3.000.000                    |
| 1983                                                              | She Works Hard for the Money - Pubblicato: 13 giugno 1983 - Etichetta: Mercury Records - Formati: LP    | —   | —  | —  | 14 | —  | 9  | 12 | 47 | 8  | 28  | USA: Oro - Mondo: 9.000.000                    |
| 1984                                                              | Cats Without Claws - Pubblicato: 4 settembre 1984 - Etichetta: Geffen Records - Formati: LP, MC, CD     | 40  | —  | —  | 39 | —  | 19 | 15 | —  | 10 | 69  | - Mondo: 2.000.000                             |
| 1987                                                              | All Systems Go - Pubblicato: 15 settembre 1987 - Etichetta: Geffen Records - Formati: LP, MC, CD        | 122 | 53 | —  | —  | —  | 72 | —  | —  | 27 | —   | - Mondo: 2.000.000                             |
| 1989                                                              | Another Place and Time - Pubblicato: 24 aprile 1989 - Etichetta: Atlantic Records - Formati: LP, MC, CD | 53  | 71 | —  | 49 | —  | 29 | —  | —  | 16 | 17  | UK: Oro - Mondo: 4.000.000                     |
| 1991                                                              | Mistaken Identity - Pubblicato: 23 agosto 1991 - Etichetta: Atlantic Records - Formati: CD              | —   | 97 | —  | —  | —  | —  | —  | —  | —  | —   | - Mondo: 1.000.000                             |
| 1994                                                              | Christmas Spirit - Pubblicato: 4 ottobre 1994 - Etichetta: Mercury Records - Formati: CD                | —   | —  | —  | —  | —  | —  | —  | —  | —  | —   |                                                |
| 2008                                                              | Crayons - Pubblicato: 20 maggio 2008 - Etichetta: Burgundy Records - Formati: CD                        | 17  | 5  | —  | 73 | —  | —  | —  | —  | —  | 142 | - Mondo: 4.000.000                             |
| "—" indica che l'album non è entrato in classifica in quel Paese. | |     |    |    |    |    |    |    |    |    |     |                                                |

### Album dal vivo
| 1978                                                              | Live and More - Pubblicato: 31 agosto 1978 - Etichetta: Casablanca Records - Formati: Lp cd | 1 | — | —  | 8 | 25 | 4 | 16 | USA: 2xPlatino UK: Oro - Mondo: 3.000.000 |
| 1999                                                              | Live & More Encore - Pubblicato: 1999 - Etichetta: EPIC - Formati: cd                       | — | — | 75 | — | —  | — | —  | SPA: Platino                              |
| "—" indica che l'album non è entrato in classifica in quel Paese. |                                                                                             |   |   |    |   |    |   |    |                                           |

### Raccolte principali
| 1979                                                              | On the Radio: Greatest Hits Volumes I & II - Pubblicato: 15 ottobre 1979 - Etichetta: Casablanca Records - Formati: LP, MC          | 1  | —  | 42 | 10 | 40 | 39 | 2  | 29 | 24 | USA: 2xPlatino UK: Oro - Mondo: 5.000.000 |
| 1985                                                              | The Summer Collection: Greatest Hits - Pubblicato: 1985 - Etichetta: Mercury Records - Formati: LP, MC, CD                          | –  | –  | –  | –  | –  | –  | –  | –  | –  | - Mondo:                                  |
| 1987                                                              | The Dance Collection: A Compilation of Twelve Inch Singles - Pubblicato: 1987 - Etichetta: Casablanca Records - Formati: LP, MC, CD | –  | –  | –  | –  | –  | –  | –  | –  | –  | - Mondo:                                  |
| 1990                                                              | The Best of Donna Summer - Pubblicato: 1990 - Etichetta: Warner Bros. Records - Formati: LP, MC, CD                                 | —  | —  | 76 | —  | 44 | —  | —  | —  | 24 | - Mondo: 2.000.000                        |
| 1993                                                              | The Donna Summer Anthology - Pubblicato: 1993 - Etichetta: PolyGram Records - Formati: MC, CD                                       | –  | –  | –  | 44 | –  | –  | –  | –  | –  | FRA: Oro - Mondo: 400.000                 |
| 1994                                                              | Endless Summer - Pubblicato: 1994 - Etichetta: Mercury, PolyGram - Formati: MC, CD                                                  | —  | —  | —  | 84 | 75 | —  | 10 | —  | 37 | USA: Oro FRA: Oro - Mondo: 3.000.000      |
| 2003                                                              | The Journey: The Very Best of Donna Summer - Pubblicato: 30 settembre 2003 - Etichetta: UTV - Formati: CD, download digitale        | 88 | 65 | —  | 42 | 57 | 27 | —  | —  | 6  | - Mondo: 2.000.000                        |
| 2003                                                              | The Ultimate Collection - Pubblicato: 2003 - Etichetta: Universal Music - Formati: MC, CD                                           | –  | –  | –  | –  | –  | –  | –  | –  | –  | - Mondo:                                  |
| 2005                                                              | Gold - Pubblicato: 2005 - Etichetta: Universal Records - Formati: MC, CD                                                            | –  | –  | –  | 44 | –  | –  | –  | –  | –  | - Mondo: 30.000                           |
| "—" indica che l'album non è entrato in classifica in quel Paese. | |    |    |    |    |    |    |    |    |    |                                           |

### Altre raccolte
- Greatest Hits, Groovy/Atlantic, 1977
- The Greatest Hits of Donna Summer, GTO Records, 1977
- Star-Collection, Midi, 1977
- Lo mejor de Donna Summer Volume 1, Casablanca Records, 1978
- Lo mejor de Donna Summer Volume 2, Casablanca Records, 1978
- Star Gold, Global, 1979
- Walk Away - Collector's Edition: The Best of 1977-1980, Casablanca Records, 1980
- 12"ers, Warner Music, 1990
- The Complete Hits Collection, Mercury Records, 1991
- This Time I Know It's for Real, Warner Music, 1993
- The Complete Donna Summer, Razor & Tie, 1994
- Donna Summer, Mercury Records, 1997
- Greatest Hits, Mercury Records, 1998
- Millennium Edition, Mercury Records, 2000
- 20th Century Masters – The Millennium Collection: The Best of Donna Summer, Mercury Records, 2003
- Love to Love You, Baby - A Tribute to Donna Summer, Koch Records, 2005
- Chronicles: 3 Classic Albums, Mercury Records, 2005
- 20th Century Masters – The Millennium Collection: The Best of Donna Summer, Volume 2, Hip-O Records, 2006
- Icon, Mercury Records, 2013
- Playlist: The Very Best of Donna Summer, Legacy Recordings, 2013
- I Feel Love: The Collection, Spectrum Music, 2013
- Love to Love You Donna (raccolta di remix), Verve Records, 2013
- The Ultimate Collection, Driven by the Music, 2016
- Summer: The Original Hits, Casablanca Records, 2018

## Colonne sonore
| Brani interpretati              | Anno | Album                                                                       | Etichetta         | Film                           |
| ------------------------------- | ---- | --------------------------------------------------------------------------- | ----------------- | ------------------------------ |
| Down, Deep Inside               | 1977 | Music from the Original Motion Picture Soundtrack "The Deep"                | Casablanca        | Abissi                         |
| Down, Deep Inside (A Love Song) | 1977 | Music from the Original Motion Picture Soundtrack "The Deep"                | Casablanca        | Abissi                         |
| With Your Love                  | 1978 | Thank God It's Friday (Original Motion Picture Soundtrack)                  | Casablanca        | Grazie a Dio è venerdì         |
| Last Dance                      | 1978 | Thank God It's Friday (Original Motion Picture Soundtrack)                  | Casablanca        | Grazie a Dio è venerdì         |
| Take It to the Zoo              | 1978 | Thank God It's Friday (Original Motion Picture Soundtrack)                  | Casablanca        | Grazie a Dio è venerdì         |
| Last Dance (Reprise)            | 1978 | Thank God It's Friday (Original Motion Picture Soundtrack)                  | Casablanca        | Grazie a Dio è venerdì         |
| Je t'aime... moi non plus       | 1978 | Thank God It's Friday (Original Motion Picture Soundtrack)                  | Casablanca        | Grazie a Dio è venerdì         |
| On the Radio                    | 1980 | Foxes (Music from the Original Motion Picture)                              | Casablanca        | A donne con gli amici          |
| Highway Runner                  | 1982 | Fast Times at Ridgemont High (Music from the Motion Picture)                | Full Moon Records | Fuori di testa                 |
| Romeo                           | 1983 | Flashdance (Original Soundtrack from the Motion Picture)                    | Casablanca        | Flashdance                     |
| Let It Be Me                    | 1996 | Ordinary Miracle                                                            | N/A               |                                |
| Whenever There Is Love          | 1996 | Daylight (Music from the Motion Picture)                                    | Universal Music   | Daylight - Trappola nel tunnel |
| Dreamcatcher                    | 2000 | Naturally Native (Original Soundtrack Recording)                            | Silver Wave       |                                |
| The Power of One                | 2000 | Pokémon 2: The Power of One (Music from and Inspired by the Motion Picture) | Atlantic Records  | Pokémon 2 - La forza di uno    |

## Musical
| Brani interpretati              | Anno | Album                                                                     |
| ------------------------------- | ---- | ------------------------------------------------------------------------- |
| Wassermann*                     | 1968 | Haare (Deutsche Originalaufnahme)#                                        |
| Donna                           | 1968 | Haare (Deutsche Originalaufnahme)#                                        |
| Manchester                      | 1968 | Haare (Deutsche Originalaufnahme)#                                        |
| Ich bin ein Farbiger            | 1968 | Haare (Deutsche Originalaufnahme)#                                        |
| Ich hab kein...                 | 1968 | Haare (Deutsche Originalaufnahme)#                                        |
| Luft*                           | 1968 | Haare (Deutsche Originalaufnahme)#                                        |
| Ich bin reich                   | 1968 | Haare (Deutsche Originalaufnahme)#                                        |
| Bergab                          | 1968 | Haare (Deutsche Originalaufnahme)#                                        |
| Haar                            | 1968 | Haare (Deutsche Originalaufnahme)#                                        |
| Hare Krishna                    | 1968 | Haare (Deutsche Originalaufnahme)#                                        |
| Wo geh' ich hin                 | 1968 | Haare (Deutsche Originalaufnahme)#                                        |
| White Boys*                     | 1968 | Haare (Deutsche Originalaufnahme)#                                        |
| Schweben im Raum*               | 1968 | Haare (Deutsche Originalaufnahme)#                                        |
| 3500                            | 1968 | Haare (Deutsche Originalaufnahme)#                                        |
| Die letzten Sterne              | 1968 | Haare (Deutsche Originalaufnahme)#                                        |
| Finale*                         | 1968 | Haare (Deutsche Originalaufnahme)#                                        |
| Light Sings                     | 1971 | The Me Nobody Knows (Original German cast recording)##                    |
| This World                      | 1971 | The Me Nobody Knows (Original German cast recording)##                    |
| How I Feel**                    | 1971 | The Me Nobody Knows (Original German cast recording)##                    |
| If I Had a Million Dollars      | 1971 | The Me Nobody Knows (Original German cast recording)##                    |
| Sounds (Reprise)                | 1971 | The Me Nobody Knows (Original German cast recording)##                    |
| Fugue                           | 1971 | The Me Nobody Knows (Original German cast recording)##                    |
| Sounds                          | 1971 | The Me Nobody Knows (Original German cast recording)##                    |
| Black                           | 1971 | The Me Nobody Knows (Original German cast recording)##                    |
| Let Me Come In                  | 1971 | The Me Nobody Knows (Original German cast recording)##                    |
| Licht singt                     | 1971 | Ich bin ich (Original German cast recording)###                           |
| Die Welt                        | 1971 | Ich bin ich (Original German cast recording)###                           |
| Hätt ich eine Million Dollars   | 1971 | Ich bin ich (Original German cast recording)###                           |
| Schall                          | 1971 | Ich bin ich (Original German cast recording)###                           |
| Fuge                            | 1971 | Ich bin ich (Original German cast recording)###                           |
| Schwarz                         | 1971 | Ich bin ich (Original German cast recording)###                           |
| Schall (Reprise)                | 1971 | Ich bin ich (Original German cast recording)###                           |
| Laß mich herein                 | 1971 | Ich bin ich (Original German cast recording)###                           |
| Bereitet den Weg                | 1971 | Godspell (Original German cast recording)####                             |
| Gott, hilf den Menschen         | 1971 | Godspell (Original German cast recording)####                             |
| Tag für Tag                     | 1971 | Godspell (Original German cast recording)####                             |
| Lernt eure Lektion              | 1971 | Godspell (Original German cast recording)####                             |
| Oh, segne Gott mein' Seel**     | 1971 | Godspell (Original German cast recording)####                             |
| Dann hat sich's gelohnt         | 1971 | Godspell (Original German cast recording)####                             |
| Gut und schön                   | 1971 | Godspell (Original German cast recording)####                             |
| Du bist das Licht der Welt**    | 1971 | Godspell (Original German cast recording)####                             |
| Kehr um, oh Mensch              | 1971 | Godspell (Original German cast recording)####                             |
| Geschieht euch recht, was kommt | 1971 | Godspell (Original German cast recording)####                             |
| Warum mußt du gehen?            | 1971 | Godspell (Original German cast recording)####                             |
| Wir beschwör'n dich             | 1971 | Godspell (Original German cast recording)####                             |
| Auf den Weiden                  | 1971 | Godspell (Original German cast recording)####                             |
| Finale                          | 1971 | Godspell (Original German cast recording)####                             |
| Lang' leb' Gott                 | 1971 | Godspell (Original German cast recording)####                             |
| Tag für Tag                     | 1971 | Godspell (Original German cast recording)####                             |
| Elizabeth Recitative            | 2000 | Child of the Promise (A Musical Story Celebrating the Birth of Christ)*** |
| When the Dream Never Dies       | 2000 | Child of the Promise (A Musical Story Celebrating the Birth of Christ)*** |
| Mary and Elizabeth Recitative   | 2000 | Child of the Promise (A Musical Story Celebrating the Birth of Christ)*** |
| I Cannot Be Silent              | 2000 | Child of the Promise (A Musical Story Celebrating the Birth of Christ)*** |

(*): Brani da solista (Donna Summer è accreditata con il suo nome di battesimo, Donna Gaines).
(**): Brani da solista (Donna Summer è accreditata come Gayn Pierre).
(***): Donna Summer canta interpretando la parte di Elizabeth.
(#): Versione del musical Hair in tedesco.
(##): Versione del musical The Me Nobody Knows cantata in inglese dal cast tedesco.
(###): Versione del musical The Me Nobody Knows in tedesco.
(####): Versione del musical Godspell in tedesco.

## Comparse
| Titolo                                                                   | Anno | Album                                                    | Artista/i                    |
| ------------------------------------------------------------------------ | ---- | -------------------------------------------------------- | ---------------------------- |
| The Family                                                               | 1976 | Trouble Maker (o The Trouble Maker)                      | Roberta Kelly                |
| Happiness in the World*                                                  | 1976 | Winterference                                            | Tom Winter                   |
| Shut Out/Heaven Is a Disco**                                             | 1977 | Shut Out                                                 | Paul Jabara                  |
| Old Fashioned Girl*                                                      | 1977 | Brooklyn Dreams                                          | Brooklyn Dreams              |
| Burning Up with Fever*                                                   | 1978 | Gene Simmons                                             | Gene Simmons                 |
| Tunnel of Love*                                                          | 1978 | Gene Simmons                                             | Gene Simmons                 |
| Mimi's Song***                                                           | 1979 | The Music for UNICEF: A Gift of Song                     | Artisti vari                 |
| Heaven Knows#                                                            | 1979 | Sleepless Nights                                         | Brooklyn Dreams              |
| Foggy Day/Never Lose Your Sense of Humor##                               | 1979 | The Third Album                                          | Paul Jabara                  |
| Too Much for the Lady                                                    | 1979 | Joy Ride                                                 | Brooklyn Dreams              |
| No More Tears (Enough Is Enough)                                         | 1979 | Wet                                                      | Barbra Streisand             |
| A Lover in the Night*                                                    | 1980 | Won't Let Go                                             | Brooklyn Dreams              |
| I Won't Let Go*                                                          | 1980 | Won't Let Go                                             | Brooklyn Dreams              |
| Pretenders*                                                              | 1981 | Fugitive Kind###                                         | Bruce Sudano                 |
| A Girl Like You*                                                         | 1981 | Fugitive Kind###                                         | Bruce Sudano                 |
| True Love*                                                               | 1981 | Fugitive Kind###                                         | Bruce Sudano                 |
| Modern Age*                                                              | 1981 | Fugitive Kind###                                         | Bruce Sudano                 |
| Talk to Me*                                                              | 1981 | Fugitive Kind###                                         | Bruce Sudano                 |
| Walk Hand in Hand+                                                       | 1982 | Disco Round 2                                            | Artisti vari                 |
| Incommunicado**                                                          | 1983 | Different Style!                                         | Musical Youth                |
| This Girl's Back in Town#                                                | 1986 | De La Noche: The True Story – A Poperetta                | Paul Jabara                  |
| Something's Missing#                                                     | 1989 | Greatest Hits... and Misses                              | Paul Jabara                  |
| Carry On+                                                                | 1992 | Forever Dancing                                          | Giorgio Moroder              |
| La Vie En Rose                                                           | 1993 | Tribute to Edith Piaf                                    | Artisti vari                 |
| She Works Hard for the Money***                                          | 1994 | Grammys Greatest Moments Volume 1                        | Artisti vari                 |
| Does He Love You#                                                        | 1996 | Gently                                                   | Liza Minnelli                |
| From a Distance++                                                        | 1996 | One Voice                                                | Artisti vari                 |
| Someday                                                                  | 1996 | Mouse House: Disney's Dance Mixes                        | Artisti vari                 |
| Black Power                                                              | 1998 | Moonflowers & Mini-Skirts                                | Peter Thomas                 |
| My Prayer for You+                                                       | 1999 | Sing Me to Sleep, Mommy                                  | Artisti vari                 |
| When I Look Up#                                                          | 2000 | Vertical                                                 | Darwin Hobbs                 |
| Rosie Christmas+++                                                       | 2000 | Another Rosie Christmas                                  | Rosie O'Donnell/Artisti vari |
| Take Heart+                                                              | 2000 | The Mercy Project                                        | Artisti vari                 |
| Someone to Watch Over Me***                                              | 2001 | Keeping the Dream Alive: Race to Erase MS                | Artisti vari                 |
| No More Tears (Enough Is Enough)***#/The Donna Summer 'Eternity' Megamix | 2004 | DiscoMania                                               | Artisti vari                 |
| Power of Love                                                            | 2005 | So Amazing: An All-Star Tribute to Luther Vandross       | Artisti vari                 |
| Are You Brave?                                                           | 2005 | Songs from the Neighborhood - The Music of Mister Rogers | Artisti vari                 |
| Thank You for Being You                                                  | 2005 | Songs from the Neighborhood - The Music of Mister Rogers | Artisti vari                 |
| MacArthur Park***                                                        | 2005 | Night of the Proms                                       | Artisti vari                 |
| State of Independence***                                                 | 2005 | Night of the Proms                                       | Artisti vari                 |
| A Whole New World**                                                      | 2007 | At the Movies                                            | Dave Koz                     |
| Un-Break My Heart/Crazy/On the Radio                                     | 2011 | Hit Man Returns                                          | David Foster                 |

(*): Come backing vocalist.
(**): Come guest vocalist.
(***): Interpretazione dal vivo.
(#): Duetto.
(##): Duetto Medley.
(###): Accreditata come Donna Sudano.
(+): Inedito.
(++): Con Nanci Griffith e Raul Malo.
(+++): Inedito natalizio.

## Singoli

### 1968-1975 (periodo Polydor/Groovy/Atlantic)
| 1968                                                              | Wasserman                 | — | —  | —  | Haare (Hair)      |
| 1969                                                              | If You Walkin' Alone      | — | —  | —  | —                 |
| 1971                                                              | Sally Go 'Round the Roses | — | —  | —  | —                 |
| 1974                                                              | Denver Dream              | — | —  | —  | —                 |
| 1974                                                              | The Hostage               | 3 | —  | 2  | Lady of the Night |
| 1974                                                              | Lady of the Night         | 3 | 40 | 4  | Lady of the Night |
| 1975                                                              | Love to Love You          | — | —  | 13 | —                 |
| 1975                                                              | Virgin Mary               | — | —  | —  | —                 |
| "—" indica che l'album non è entrato in classifica in quel Paese. |                           |   |    |    |                   |

### 1975-1980 (periodo Casablanca)
| 1975                                                                                       | Love to Love You Baby                                   | 2  | 1  | 3  | 4  | 9  | —  | 1  | 77  | 6  | 11 | 11 | 13 | 2  | 8  | 5  | 6  | 4  | - USA: Oro - CAN: Oro                       | Love to Love You Baby                      |
| 1976                                                                                       | Could It Be Magic                                       | 52 | 3  | 21 | —  | 14 | 5  | 64 | 105 | 23 | 6  | —  | 5  | —  | —  | —  | —  | —  |                                             | A Love Trilogy                             |
| 1976                                                                                       | Try Me, I Know We Can Make It                           | 80 | 1  | 35 | —  | —  | —  | 68 | —   | 42 | 12 | —  | —  | —  | —  | —  | —  | —  |                                             | A Love Trilogy                             |
| 1976                                                                                       | Spring Affair                                           | 58 | 1  | 24 | —  | —  | 24 | 80 | —   | —  | 5  | —  | 25 | —  | —  | —  | —  | —  |                                             | Four Seasons of Love                       |
| 1977                                                                                       | Winter Melody                                           | 43 | 1  | 21 | —  | —  | —  | 59 | —   | —  | —  | 20 | —  | —  | —  | —  | —  | 27 |                                             | Four Seasons of Love                       |
| 1977                                                                                       | Can't We Just Sit Down (And Talk It Over)               | —  | 1  | 20 | —  | —  | —  | —  | —   | —  | —  | —  | —  | —  | —  | —  | —  | —  |                                             | I Remember Yesterday                       |
| 1977                                                                                       | I Feel Love                                             | 6  | 1  | 9  | 1  | 1  | 1  | 4  | 33  | 3  | 1  | 9  | 1  | 8  | 2  | 5  | 2  | 1  | - USA: Oro - UK: Oro - CAN: Platino         | I Remember Yesterday                       |
| 1977                                                                                       | Theme from The Deep (Down, Deep Inside)                 | —  | 3  | —  | 70 | —  | 4  | —  | —   | 25 | 17 | —  | 5  | —  | —  | —  | —  | 5  | - UK: Argento                               | "The Deep" soundtrack                      |
| 1977                                                                                       | I Remember Yesterday (Part 1)                           | —  | 1  | —  | —  | 24 | —  | —  | —   | —  | 10 | —  | 20 | —  | —  | —  | —  | 14 |                                             | I Remember Yesterday                       |
| 1977                                                                                       | Love's Unkind                                           | —  | 1  | —  | —  | 18 | 25 | —  | —   | 18 | —  | 2  | 28 | —  | —  | —  | —  | 3  | - UK: Oro                                   | I Remember Yesterday                       |
| 1977                                                                                       | I Love You                                              | 37 | 1  | 28 | 47 | —  | —  | 27 | —   | —  | 16 | —  | —  | 10 | —  | —  | —  | 10 |                                             | Once Upon a Time                           |
| 1977                                                                                       | Fairy Tale High                                         | —  | 1  | —  | —  | —  | —  | —  | —   | —  | —  | —  | —  | —  | —  | —  | —  | —  |                                             | Once Upon a Time                           |
| 1977                                                                                       | Once Upon a Time                                        | —  | 1  | —  | —  | —  | —  | —  | —   | —  | —  | —  | —  | —  | —  | —  | —  | —  |                                             | Once Upon a Time                           |
| 1978                                                                                       | Rumour Has It                                           | 53 | 1  | 21 | —  | —  | —  | 64 | —   | 21 | —  | —  | 20 | —  | —  | —  | —  | 19 |                                             | Once Upon a Time                           |
| 1978                                                                                       | Back in Love Again                                      | —  | 1  | —  | —  | —  | —  | —  | —   | —  | —  | —  | —  | —  | —  | —  | —  | 29 |                                             | I Remember Yesterday                       |
| 1978                                                                                       | Last Dance                                              | 3  | 1  | 5  | 69 | —  | 9  | 4  | 70  | —  | —  | —  | 10 | —  | 3  | 16 | —  | 51 | - USA: Oro - CAN: Oro                       | Thank God It's Friday                      |
| 1978                                                                                       | Je t'aime... moi non plus (Part 1)                      | —  | —  | —  | —  | —  | —  | —  | —   | —  | —  | —  | —  | —  | —  | —  | —  | —  |                                             | Thank God It's Friday                      |
| 1978                                                                                       | MacArthur Park                                          | 1  | 1  | 8  | 8  | —  | 13 | 1  | —   | 39 | 19 | 7  | 8  | —  | 4  | 16 | —  | 5  | - USA: Oro - UK: Argento - CAN: Oro         | Live and More                              |
| 1978                                                                                       | Heaven Knows (con i Brooklyn Dreams)                    | 4  | 1  | 10 | 15 | —  | —  | 3  | —   | —  | —  | —  | —  | —  | 14 | —  | —  | 34 | - USA: Oro - CAN: Oro                       | Live and More                              |
| 1979                                                                                       | Hot Stuff                                               | 1  | 1  | 3  | 1  | 3  | 8  | 1  | 47  | 5  | 2  | 14 | 21 | 2  | 7  | 2  | 1  | 11 | - USA: Platino - UK: Argento - CAN: Platino | Bad Girls                                  |
| 1979                                                                                       | Bad Girls                                               | 1  | 1  | 1  | 14 | 23 | 5  | 1  | —   | 9  | 17 | 23 | 10 | 8  | 6  | 13 | 5  | 14 | - USA: Platino - UK: Argento - CAN: Platino | Bad Girls                                  |
| 1979                                                                                       | Dim All the Lights                                      | 2  | 54 | 13 | —  | —  | 28 | 13 | —   | 25 | —  | 30 | 28 | —  | 14 | —  | —  | 29 | - USA: Oro                                  | Bad Girls                                  |
| 1979                                                                                       | No More Tears (Enough Is Enough) (con Barbra Streisand) | 1  | 1  | 20 | 8  | 16 | 16 | 2  | —   | 31 | 6  | 7  | 27 | 3  | 7  | 1  | 11 | 3  | - USA: Platino - UK: Argento - CAN: Oro     | On the Radio: Greatest Hits Volumes I & II |
| 1979                                                                                       | On the Radio                                            | 5  | 8  | 9  | 36 | —  | 25 | 2  | 97  | 34 | —  | 18 | 27 | 6  | 32 | —  | —  | 32 | - USA: Oro                                  | On the Radio: Greatest Hits Volumes I & II |
| 1980                                                                                       | Sunset People                                           | —  | —  | —  | —  | —  | —  | —  | —   | —  | —  | —  | 42 | —  | —  | —  | —  | 46 |                                             | Bad Girls                                  |
| 1980                                                                                       | Our Love                                                | —  | —  | —  | —  | —  | —  | —  | —   | —  | —  | —  | —  | —  | —  | —  | —  | —  |                                             | Bad Girls                                  |
| 1980                                                                                       | Walk Away                                               | 36 | —  | 35 | —  | —  | —  | —  | —   | —  | —  | —  | —  | —  | —  | —  | —  | —  |                                             | Bad Girls                                  |
| "—" indica che l'album non è entrato in classifica o non è stato pubblicato in quel Paese. |                                                         |    |    |    |    |    |    |    |     |    |    |    |    |    |    |    |    |    |                                             |                                            |

### 1980-1991 (periodo Geffen/Atlantic/Warner Bros.)
| 1980                                                                                       | The Wanderer                                  | 3  | 8  | 13 | 6   | 25 | 4  | —   | —  | 3  | —  | 30 | — | 5  | 9  | —  | 48 | - USA: Oro               | The Wanderer                 |
| 1980                                                                                       | Cold Love                                     | 33 | 8  | —  | —   | —  | —  | —   | —  | —  | 30 | —  | — | —  | —  | —  | 44 |                          | The Wanderer                 |
| 1981                                                                                       | Who Do You Think You're Foolin'               | 40 | 8  | —  | 100 | —  | —  | —   | —  | —  | —  | —  | — | —  | —  | —  | —  |                          | The Wanderer                 |
| 1981                                                                                       | Looking Up                                    | —  | 8  | —  | —   | —  | —  | —   | —  | —  | —  | —  | — | —  | —  | —  | —  |                          | The Wanderer                 |
| 1982                                                                                       | Love Is in Control (Finger on the Trigger)    | 10 | 3  | 4  | 17  | 13 | 4  | —   | —  | 18 | 14 | 12 | 3 | 40 | 13 | 5  | 18 |                          | Donna Summer                 |
| 1982                                                                                       | State of Independence                         | 41 | —  | 31 | 30  | 4  | —  | —   | —  | —  | 10 | 1  | — | —  | —  | —  | 14 |                          | Donna Summer                 |
| 1982                                                                                       | I Feel Love (Patrick Cowley Remixes)          | —  | —  | —  | —   | —  | —  | —   | —  | —  | 18 | —  | — | —  | —  | —  | 21 |                          | —                            |
| 1982                                                                                       | The Woman in Me                               | 33 | —  | 30 | —   | 10 | —  | —   | —  | —  | —  | 12 | — | —  | —  | —  | 62 |                          | Donna Summer                 |
| 1983                                                                                       | Protection                                    | —  | —  | —  | —   | —  | —  | —   | —  | —  | —  | —  | — | —  | —  | —  | —  |                          | Donna Summer                 |
| 1983                                                                                       | Love to Love You Baby (Young & Strong Edit)   | —  | —  | —  | —   | —  | —  | —   | —  | —  | —  | —  | — | —  | —  | —  | —  |                          | —                            |
| 1983                                                                                       | She Works Hard for the Money                  | 3  | 3  | 1  | 4   | 19 | 4  | 129 | 11 | —  | 26 | 18 | 9 | 23 | 5  | 10 | 25 | - CAN: Oro               | She Works Hard for the Money |
| 1983                                                                                       | Unconditional Love (con Musical Youth)        | 43 | —  | 9  | 57  | —  | —  | —   | —  | —  | 28 | —  | — | 24 | —  | —  | 14 |                          | She Works Hard for the Money |
| 1983                                                                                       | Love Has a Mind of Its Own (con Matthew Ward) | 70 | —  | 35 | —   | —  | —  | —   | —  | —  | —  | —  | — | —  | —  | —  | —  |                          | She Works Hard for the Money |
| 1983                                                                                       | People, People                                | —  | —  | —  | —   | —  | —  | —   | —  | —  | —  | —  | — | —  | —  | —  | —  |                          | She Works Hard for the Money |
| 1983                                                                                       | He's A Rebel                                  | —  | —  | —  | —   | —  | —  | —   | —  | —  | —  | —  | — | —  | —  | —  | —  |                          | She Works Hard for the Money |
| 1984                                                                                       | Stop, Look and Listen                         | —  | —  | —  | —   | —  | —  | —   | —  | —  | —  | —  | — | —  | —  | —  | 57 |                          | She Works Hard for the Money |
| 1984                                                                                       | There Goes My Baby                            | 21 | —  | 20 | 52  | —  | 31 | —   | —  | —  | —  | 31 | — | —  | —  | —  | 99 |                          | Cats Without Claws           |
| 1984                                                                                       | Supernatural Love                             | 75 | 39 | 51 | —   | —  | —  | —   | —  | —  | —  | —  | — | —  | —  | —  | —  |                          | Cats Without Claws           |
| 1985                                                                                       | Eyes                                          | —  | —  | —  | —   | —  | —  | —   | —  | —  | —  | —  | — | —  | —  | —  | 97 |                          | Cats Without Claws           |
| 1987                                                                                       | Dinner with Gershwin                          | 48 | 13 | 10 | —   | —  | 39 | —   | —  | 26 | 13 | 43 | — | —  | —  | —  | 13 |                          | All Systems Go               |
| 1987                                                                                       | Only the Fool Survives (con Mickey Thomas)    | —  | —  | —  | —   | —  | 43 | —   | —  | —  | —  | —  | — | —  | —  | —  | —  |                          | All Systems Go               |
| 1988                                                                                       | All Systems Go                                | —  | —  | —  | —   | —  | —  | —   | —  | —  | —  | —  | — | —  | —  | —  | 54 |                          | All Systems Go               |
| 1988                                                                                       | Fascination                                   | —  | —  | —  | —   | —  | —  | —   | —  | —  | —  | —  | — | —  | —  | —  | —  |                          | All Systems Go               |
| 1989                                                                                       | This Time I Know It's for Real                | 7  | 5  | —  | 40  | 2  | 6  | 6   | 15 | 11 | 4  | 6  | 3 | —  | 12 | —  | 3  | - USA: Oro - UK: Argento | Another Place and Time       |
| 1989                                                                                       | I Don't Wanna Get Hurt                        | —  | —  | —  | —   | 8  | —  | 21  | 25 | —  | 3  | 29 | — | —  | —  | —  | 7  |                          | Another Place and Time       |
| 1989                                                                                       | Love's About to Change My Heart               | 85 | 3  | —  | 71  | 33 | —  | —   | —  | —  | 11 | 59 | — | —  | —  | —  | 20 |                          | Another Place and Time       |
| 1989                                                                                       | Breakaway                                     | —  | —  | —  | —   | —  | —  | —   | —  | —  | —  | —  | — | —  | —  | —  | —  |                          | Another Place and Time       |
| 1989                                                                                       | When Love Takes Over You                      | —  | —  | —  | —   | —  | —  | —   | —  | —  | —  | —  | — | —  | —  | —  | 72 |                          | Another Place and Time       |
| 1990                                                                                       | State of Independence (ripubblicazione)       | —  | —  | —  | —   | —  | —  | —   | —  | —  | —  | 69 | — | —  | —  | —  | 45 |                          | Donna Summer                 |
| 1990                                                                                       | Breakaway (Remix)                             | —  | —  | —  | —   | —  | —  | —   | —  | —  | —  | —  | — | —  | —  | —  | 49 |                          | Another Place and Time       |
| 1991                                                                                       | When Love Cries                               | 77 | —  | 18 | —   | —  | —  | —   | —  | —  | —  | —  | — | —  | —  | —  | —  |                          | Mistaken Identity            |
| 1991                                                                                       | Work That Magic                               | —  | —  | —  | 147 | —  | —  | —   | —  | —  | —  | —  | — | —  | —  | —  | 74 |                          | Mistaken Identity            |
| "—" indica che l'album non è entrato in classifica o non è stato pubblicato in quel Paese. |                                               |    |    |    |     |    |    |     |    |    |    |    |   |    |    |    |    |                          |                              |

### 1992-2020 (periodo PolyGram/Mercury/Sony/Epic)
| 1992                                                                                       | Carry On (con Giorgio Moroder)                                      | –   | –  | –   | –  | –   | –  | –  | –  | –  | –  | –  | –  | Forever Dancing                                    |
| 1993                                                                                       | La Vie en rose                                                      | —   | —  | —   | —  | —   | —  | —  | —  | —  | —  | —  | —  | Tribute to Edith Piaf                              |
| 1994                                                                                       | Melody of Love (Wanna Be Loved)                                     | —   | 1  | 79  | 35 | —   | —  | —  | —  | —  | —  | —  | 21 | Endless Summer: Donna Summer's Greatest Hits       |
| 1994                                                                                       | Any Way at All                                                      | —   | —  | —   | —  | —   | —  | —  | —  | —  | —  | —  | —  | Endless Summer: Donna Summer's Greatest Hits       |
| 1995                                                                                       | I Feel Love (Remixes)                                               | —   | 9  | 80  | 38 | —   | —  | 24 | 26 | —  | —  | —  | 8  | —                                                  |
| 1996                                                                                       | State of Independence (Remixes)                                     | —   | —  | —   | —  | —   | —  | —  | —  | —  | —  | —  | 13 | —                                                  |
| 1996                                                                                       | Whenever There Is Love (con Bruce Roberts)                          | 109 | —  | —   | —  | —   | —  | —  | —  | —  | —  | —  | —  | Daylight                                           |
| 1997                                                                                       | Carry On (Remixes) (con Giorgio Moroder)                            | —   | 25 | 273 | —  | —   | —  | —  | —  | —  | —  | —  | 65 | —                                                  |
| 1999                                                                                       | I Will Go with You (Con te partirò)                                 | 79  | 1  | 97  | 6  | —   | —  | —  | 59 | —  | —  | —  | 44 | Live & More Encore                                 |
| 1999                                                                                       | Love Is the Healer                                                  | —   | 1  | —   | —  | —   | —  | —  | —  | —  | —  | —  | —  | Live & More Encore                                 |
| 1999                                                                                       | Last Dance (ripubblicazione)                                        | —   | —  | —   | —  | —   | —  | —  | —  | —  | —  | —  | —  | —                                                  |
| 2000                                                                                       | I Feel Love (ripubblicazione)                                       | —   | —  | —   | —  | —   | —  | —  | —  | —  | —  | —  | —  | —                                                  |
| 2000                                                                                       | The Power of One                                                    | —   | 2  | —   | —  | —   | —  | —  | —  | —  | —  | —  | —  | Pokémon: The Movie 2000                            |
| 2005                                                                                       | I Got Your Love                                                     | —   | 4  | —   | —  | —   | —  | —  | —  | —  | —  | —  | —  | —                                                  |
| 2006                                                                                       | Power of Love                                                       | —   | 43 | —   | —  | —   | —  | —  | —  | —  | —  | —  | —  | So Amazing: An All-Star Tribute to Luther Vandross |
| 2008                                                                                       | I'm a Fire                                                          | —   | 1  | —   | —  | —   | —  | —  | —  | —  | —  | —  | —  | Crayons                                            |
| 2008                                                                                       | Stamp Your Feet                                                     | —   | 1  | 195 | —  | —   | 88 | —  | —  | —  | —  | —  | —  | Crayons                                            |
| 2008                                                                                       | It's Only Love                                                      | —   | —  | —   | —  | —   | —  | —  | —  | —  | —  | —  | —  | Crayons                                            |
| 2009                                                                                       | Fame (The Game)                                                     | —   | 1  | —   | —  | —   | —  | —  | —  | —  | —  | —  | —  | Crayons                                            |
| 2010                                                                                       | To Paris with Love                                                  | —   | 1  | —   | —  | —   | —  | —  | —  | —  | —  | —  | —  | —                                                  |
| 2012                                                                                       | I Feel Love (Download)                                              | —   | —  | —   | —  | —   | —  | —  | —  | —  | —  | —  | 45 | —                                                  |
| 2013                                                                                       | Love Is in Control (Finger on the Trigger) (Chromeo & Oliver Remix) | —   | —  | —   | —  | —   | —  | —  | —  | —  | —  | —  | —  | Love to Love You Donna                             |
| 2013                                                                                       | Love to Love You Baby (Giorgio Moroder Remix)                       | —   | —  | —   | —  | —   | —  | —  | —  | —  | —  | —  | —  | Love to Love You Donna                             |
| 2013                                                                                       | MacArthur Park (Laidback Luke Remix)                                | —   | 1  | —   | —  | —   | —  | —  | —  | —  | —  | —  | —  | Love to Love You Donna                             |
| 2017                                                                                       | Enough Is Enough 2017 (con Barbra Streisand)                        | —   | 3  | —   | —  | —   | —  | —  | —  | —  | —  | —  | —  | —                                                  |
| 2018                                                                                       | Hot Stuff 2018                                                      | —   | 1  | —   | —  | —   | —  | —  | —  | —  | —  | —  | —  | —                                                  |
| 2020                                                                                       | Hot Stuff (con Kygo)                                                | —   | —  | —   | 1  | 138 | 74 | —  | —  | 23 | 25 | 27 | —  | —                                                  |
| "—" indica che l'album non è entrato in classifica o non è stato pubblicato in quel Paese. |                                                                     |     |    |     |    |     |    |    |    |    |    |    |    |                                                    |

### Comparse
| Anno | Titolo                                                                 | Posizione massima | Posizione massima | Posizione massima | Posizione massima | Posizione massima | Posizione massima | Posizione massima | Posizione massima | Posizione massima | Posizione massima | Posizione massima | Posizione massima | Album           |
| Anno | Titolo                                                                 | USA               | USA Dance         | USA R&B           | AUS               | CAN               | D                 | EIR               | NL                | NZ                | UK                | B                 | I                 | Album           |
| ---- | ---------------------------------------------------------------------- | ----------------- | ----------------- | ----------------- | ----------------- | ----------------- | ----------------- | ----------------- | ----------------- | ----------------- | ----------------- | ----------------- | ----------------- | --------------- |
| 1977 | Shut Out (Paul Jabara feat. Donna Summer)                              | –                 | 31                | –                 | –                 | –                 | –                 | –                 | –                 | –                 | –                 | –                 | –                 | Shut Out        |
| 1980 | Foggy Day/Never Lose Your Sense of Humor (con Paul Jabara)             | —                 | —                 | —                 | —                 | —                 | —                 | —                 | —                 | —                 | —                 | —                 | —                 | The Third Album |
| 1989 | Spirit of the Forest (come gruppo di beneficenza Spirit of the Forest) | —                 | —                 | —                 | —                 | —                 | —                 | —                 | —                 | —                 | —                 | —                 | —                 | N.D.            |
| 2012 | Angel (O'Mega Red feat. Donna Summer)                                  | —                 | —                 | —                 | —                 | —                 | —                 | —                 | —                 | —                 | —                 | —                 | —                 | N.D.            |